# 劉乘民
劉乘民（？—466年），平原郡平原縣人。南朝宋官員，官至冀州刺史。宋齊將領、齊光祿大夫劉懷珍的堂兄弟。

## 生平
宋明帝泰始二年（466年），宋廷因為宋明帝及建安王劉子勛先後自行稱帝而發生內亂，劉乘民時為高陽勃海二郡太守，因與當時青州刺史沈文秀支持劉子勛的立場不同，在臨濟城起兵。當時其他平原劉氏族人及平原明氏、下邳王氏等青齊豪族亦與他一同支持宋明帝，宋明帝遂以乘民為寧朔將軍、冀州刺史。劉乘民與各路軍隊曾多番進攻沈文秀，但都被沈文秀擊退，同年劉乘民因病去世，冀州刺史由其族弟劉善明接任。

## 家庭

### 父親
- 劉奉伯，宋冠軍長史

### 兄弟姐妹
- 刘延和
- 刘休宾，北魏怀宁县县令
- 刘氏，嫁州别驾、抚军武陵王行参军、枪梧郡太守明歆之

### 子
- 劉懷慰，本名劉聞慰，南齊東陽太守